# La Vengeance des gargouilles
Pour plus de détails, voir Fiche technique et Distribution.
La Vengeance des gargouilles (Gargoyle: Wings of Darkness) est un téléfilm américain réalisé par Jim Wynorski et diffusé le 30 octobre 2004 sur Sci Fi Channel.

## Synopsis
Deux agents de la CIA sont envoyés à Bucarest sur une affaire de kidnapping. Ils découvrent une créature mythique sortie de son hibernation de plusieurs siècles qui sème la mort autour d'eux...

## Fiche technique
- Titre original : Gargoyle: Wings of Darkness
- Réalisation : Jim Wynorski
- Scénario : Jim Wynorski, Bill Munroe et A.G. Lawrence
- Photographie : Andrea V. Rossotto
- Musique : Neal Acree
- Société de production : CineTel Films (en)
- Société de distribution : Lionsgate Films
- Durée : 87 minutes
- Pays : États-Unis

## Distribution
- Michael Paré : Ty « Grif » Griffin
- Sandra Hess : Jennifer Wells
- Fintan McKeown (en) : Père Nikolai Soren
- Kate Orsini : Docteur Christina Durant
- Tim Abell : Lex
- Petri Roegi : Adrian Bodesti
- William Langlois : l'inspecteur Zev Aslan
- Rene Rivera : Gogol
- Arthur Roberts : Bishop
- Jason Rohrer : Richard Barrier